# Coux, Charente-Maritime
Coux là một xã trong tỉnh Charente-Maritime trong vùng Nouvelle-Aquitaine, tây nam nước Pháp. Xã Coux, Charente-Maritime nằm ở khu vực có độ cao trung bình 99 mét trên mực nước biển.